# (65696) Pierrehenry
(65696) Pierrehenry (1991 TP15) – planetoida z pasa głównego asteroid okrążająca Słońce w ciągu 4,71 lat w średniej odległości 2,81 j.a. Została odkryta 6 października 1991 roku.